# Mizuho (forskningsstation)
Mizuhostationen  (Japanska: みずほ基地 . Engelska: The Mizuho Station) är en japansk forskningsstation på Mizuhoplatån (2230 m ö.h.) i Dronning Maud Land. Den öppnades 1970, och var fram till 1987 bemannad året om. Numer besöks den mer sporadiskt av forskare som gör meteorologiska eller glaciologiska observationer.